# Druga nogometna liga
Druga nogometna liga (Druga NL), službenog naziva SuperSport Druga nogometna liga, hrvatska je nogometna liga trećeg stupnja. Osnovana je 1992. kao Treća hrvatska nogometna liga, skraćeno 3. HNL te restrukturirana kao Druga NL 2022. Druga NL trenutno uključuje 16 klubova. Tijekom sezone igra se 30 kola dvokružnim sustavom. Na kraju sezone prvak napreduje u 1. NL, a mijenja ga posljednjeplasirana momčad 1. NL. Drugoplasirani igra doigravanje s pretposljednjom ekipom 1. NL. Ekipa s najlošijim plasmanom ispada u 3. NL.
Treća HNL od 1992. odigrala se u četiri zasebne regije: Sjever, Jug, Istok (koja se nije odigrala zbog ratnih događanja) i Zapad. Već naredne sezone dodaje se regija Središte. Nekoliko sezona, od 2006./07. do 2018./19., nisu se igrale regije Sjever i Središte te su klubovi s tih područja igrali u ostalim regijama. Taj format igrao se do uspostave jedinstvenog formata u sezoni 2022./23.

## Sezona 2025./26.
| Momčad                         | Grad      | 2024./25. |
| ------------------------------ | --------- | --------- |
| NK Bjelovar                    | Bjelovar  | 6.        |
| NK Dugo Selo                   | Dugo Selo | 14.       |
| HNK Đakovo Croatia             | Đakovo    | (3. NL)   |
| NK Grobničan Čavle             | Čavle     | 15.       |
| NK Hrvatski dragovoljac Zagreb | Zagreb    | 12.       |
| NK Jadran Luka Ploče           | Ploče     | 3.        |
| NK Kustošija Zagreb            | Zagreb    | 8.        |
| NK Lučko                       | Zagreb    | (3. NL)   |
| NK Mladost Ždralovi            | Bjelovar  | 4.        |
| NK Radnik Križevci             | Križevci  | 7.        |
| HNK Segesta Sisak              | Sisak     | 11.       |
| NK Solin                       | Solin     | 5.        |
| NK Trnje Zagreb                | Zagreb    | 10.       |
| NK Uljanik Pula                | Pula      | 9.        |
| NK Uskok Klis                  | Klis      | (3. NL)   |
| NK Varteks Varaždin            | Varaždin  | (3. NL)   |

## Dosadašnji prvaci

#### Treća HNL 1992. – 2022.
| Sezona    | Istok                   | Sjever                     | Središte                       | Zapad                      | Jug                            |
| --------- | ----------------------- | -------------------------- | ------------------------------ | -------------------------- | ------------------------------ |
| 1992.     | nije igrano             | Vrapče Zagreb              | nije postojala                 | MC Rovinj                  | Jadran Kaštel Sućurac          |
| 1992./93. | Croatia Đakovo          | Budućnost Hodošan          | Croatia Sesvete                | Uljanik Pula               | Uskok Klis                     |
| 1993./94. | Đakovo Certissa         | Mladost 127 Suhopolje      | Croatia Sesvete                | Buje                       | Mosor Žrnovnica                |
| 1994./95. | Čepin                   | Mladost Cromax Ždralovi    | PIK Vrbovec                    |                            | Mladost Proložac               |
| 1995./96. |                         | Varaždin Graničar Đurđevac | Lučko Metalac Sisak Stubica AM |                            | GOŠK Kaštel Gomilica Posedarje |
| 1996./97. |                         |                            | Stupnik                        |                            | Urania Baška Voda              |
| 1997./98. |                         |                            |                                |                            | Imotski                        |
| 1998./99. | NK Marsonia             | Čazmatrans Čazma           | PIK Vrbovec                    | Pomorac Kostrena           | Mosor Žrnovnica                |
| 1999./00. | Papuk Velika            | Koprivnica                 | TŠK Topolovac                  | Žminj                      | Hrvatski vitez Posedarje       |
| 2000./01. | Metalac Osijek Koteks   | Podravac Virje             | Trnje Zagreb                   | Uljanik Pula               | GOŠK Dubrovnik                 |
| 2001./02. | Dilj Vinkovci           | Mladost Prelog             | Napredak Velika Mlaka          | Opatija                    | Primorac Stobreč               |
| 2002./03. | Slavonija Požega        | Virovitica                 | Segesta Sisak                  | Žminj                      | Mosor Žrnovnica                |
| 2003./04. | Višnjevac               | Bjelovar                   | Naftaš Ivanić-Grad             | Draga Mošćenička Draga     | Mosor Žrnovnica                |
| 2004./05. | Graničar Županja        | Mladost Molve              | Karlovac                       | Istra Pula                 | Konavljanin Čilipi             |
| 2005./06. | Croatia Đakovo          | Suhopolje                  | Moslavina Kutina               | Jadran Poreč               | GOŠK Dubrovnik                 |
| 2006./07. | Slavonac Stari Perkovci | nije postojala             | nije postojala                 | Vinogradar Mladina         | Trogir                         |
| 2007./08. | Suhopolje               | nije postojala             | nije postojala                 | Karlovac                   | Hrvace                         |
| 2008./09. | Grafičar-Vodovod Osijek | nije postojala             | nije postojala                 | Rudeš Zagreb               | Split                          |
| 2009./10. | Lipik                   | nije postojala             | nije postojala                 | Gorica (Velika Gorica)     | Dugopolje                      |
| 2010./11. | Podravina Ludbreg       | nije postojala             | nije postojala                 | Radnik Sesvete             | Raštane (Gornje Raštane)       |
| 2011./12. | BSK Bijelo Brdo         | Mladost Ždralovi           | nije postojala                 | Zelina (Sveti Ivan Zelina) | Raštane (Gornje Raštane)       |
| 2012./13. | Slavonija Požega        | Mladost Ždralovi           | Segesta Sisak                  | Grobničan Čavle            | Val Kaštel Stari               |
| 2013./14. | BSK Bijelo Brdo         | Međimurje Čakovec          | Maksimir Zagreb                | Opatija                    | Imotski                        |
| 2014./15. | Slavija Pleternica      | nije postojala             | nije postojala                 | Dinamo II Zagreb           | Šibenik                        |
| 2015./16. | Međimurje Čakovec       | nije postojala             | nije postojala                 | Novigrad                   | Solin                          |
| 2016./17. | Međimurje Čakovec       | nije postojala             | nije postojala                 | Vinogradar Mladina         | Hajduk II Split                |
| 2017./18. | Osijek II               | nije postojala             | nije postojala                 | Vinogradar Mladina         | Croatia Zmijavci               |
| 2018./19. | Cibalia Vinkovci        | nije postojala             | nije postojala                 | Vinogradar Mladina         | Junak Sinj                     |
| 2019./20. | Marsonia                | Mladost Ždralovi           | Vinogradar Mladina             | Opatija                    | Junak Sinj                     |
| 2020./21. | Belišće                 | Mladost Ždralovi           | Jarun Zagreb                   | Crikvenica                 | Neretvanac Opuzen              |
| 2021./22. | Vukovar 1991            | Polet Sveti Martin na Muri | Zagorec Krapina                | Crikvenica                 | Jadran Luka Ploče              |

#### Druga NL 2022. – danas
| Sezona    | Prvak   | Drugoplasirani   | Napomene                      |
| --------- | ------- | ---------------- | ----------------------------- |
| 2022./23. | Sesvete | Zrinski Jurjevac | prva sezona nakon restrukture |
| 2023./24. | Opatija | Kustošija Zagreb |                               |
| 2024./25. | Hrvace  | Karlovac 1919    |                               |

## Najbolji strijelci
| Sezona    | Pogodaka | Igrač                   | Momčad            |
| --------- | -------- | ----------------------- | ----------------- |
| 2022./23. | 24       | Nikola Marić            | Jadran Luka Ploče |
| 2023./24. | 16       | Goodness Ohimeren Ajayi | Opatija           |
| 2024./25. | 25       | Ivan Matjaž             | Solin             |

## Vanjske poveznice
- HR Nogomet DB
- 2. NL na HNS-u